# ルイス・カイセド・デ・ラ・クルス
ルイス・アルベルト・カイセド・デ・ラ・クルス（スペイン語: Luis Alberto Caicedo de la Cruz、1979年5月12日 - ）は、エクアドルの元サッカー選手。エクアドル代表。ポジションはDF。

## クラブ歴
CDオリンピコでサッカーを始め、CDオルメドに期限付き移籍した。
1999年4月にCDウニベルシダ・カトリカ・デル・エクアドルで選手となったが、翌2000年2月にオルメドに移籍した。オルメドではすぐに中盤のレギュラーとなり、ホセ・ペルラサやオマル・レデスマとのコンビを組んで活躍した。
2010年にCSDマカラに移籍して以降は国内のクラブを転々とし、2016年にオルメドに復帰し引退した。

## 代表歴
2005年1月26日のパナマ代表との親善試合で代表初出場。コパ・アメリカ2007の際はメンバー入りしたもののトレーニング中に負傷し離脱、ペドロ・キニョーネスが代わりに招集された。